# Holothuria forskali
El pepino o cohombro de mar negro (Holothuria forskali) es un pepino de mar perteneciente a la familia Holothuriidae.

## Distribución y hábitat
Se encuentra en el mar Mediterráneo y en el océano Atlántico nororiental desde las costas de Portugal hasta Escocia. A menudo es muy numerosa y vive en suelos fangosos o duros y en praderas de pastos marinos.

## Características
Su tamaño varia entre 15 y 40 centímetros de largo. La sección transversal del cuerpo es casi redonda y la piel es gruesa, suave y pegajosa, y se puede desprender fácilmente del cuerpo en trizas. El color básico es el marrón. En el dorso hay numerosas papilas cónicas que tienen puntas de color marrón o negro. Algunos están tienen un marco de color en blanco. En la parte inferior tiene tres filas de pies tubulares, cuyos extremos son de color blanco. Los tentáculos de su boca terminan en discos en forma de estrella.
El pepino de mar negro se alimenta de partículas orgánicas y pequeños animales de la meiofauna, que ingiere del suelo con sus tentáculos bucales. Tiene tubos Cuvier blancos que expulsa fácilmente si se siente amenazado. Además, para defenderse por ejemplo del parásito pez aguja (Carapus acus) puede expulsar su tracto intestinal, que se forma de nuevo en unas pocas semanas.

## Galería de imágenes

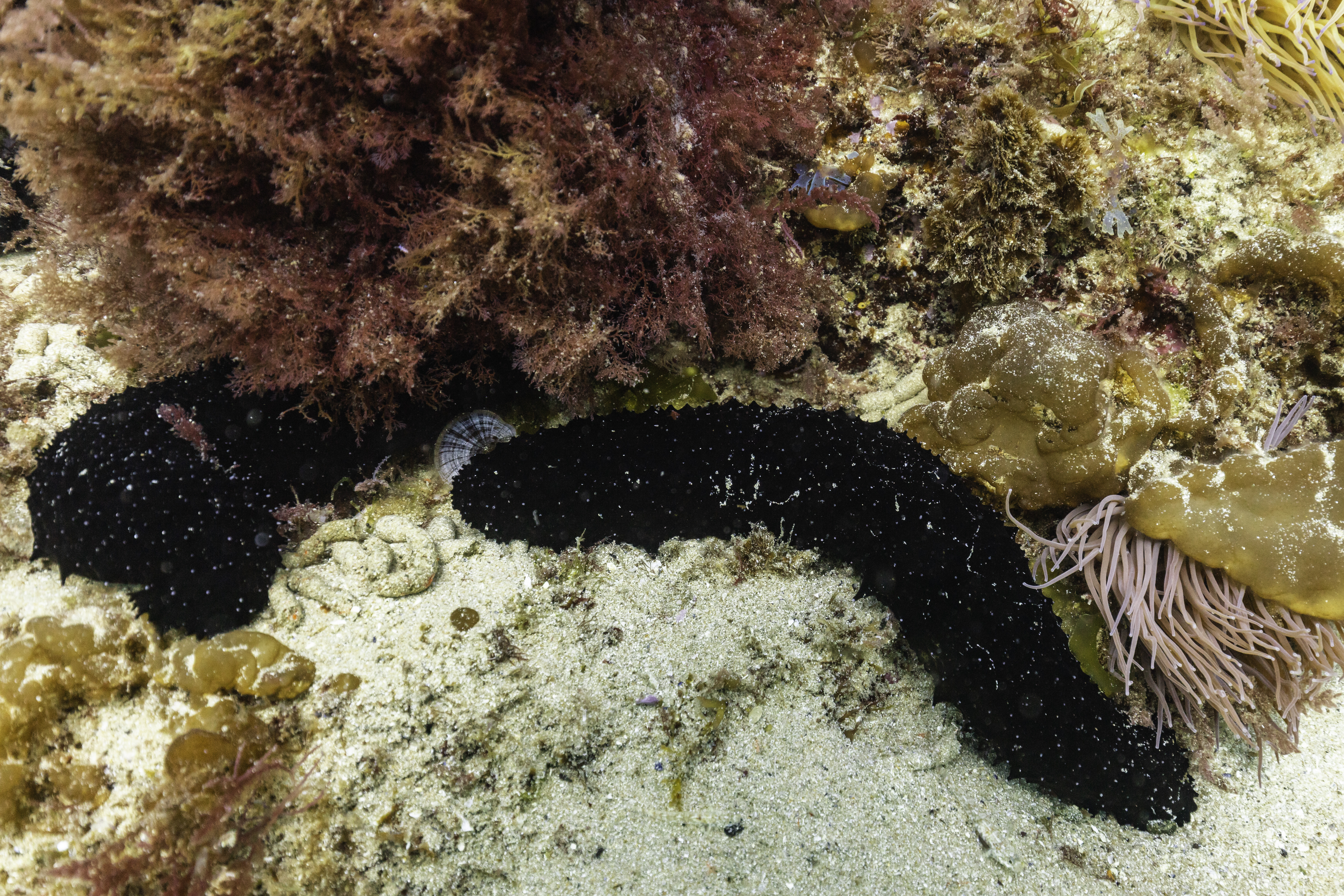
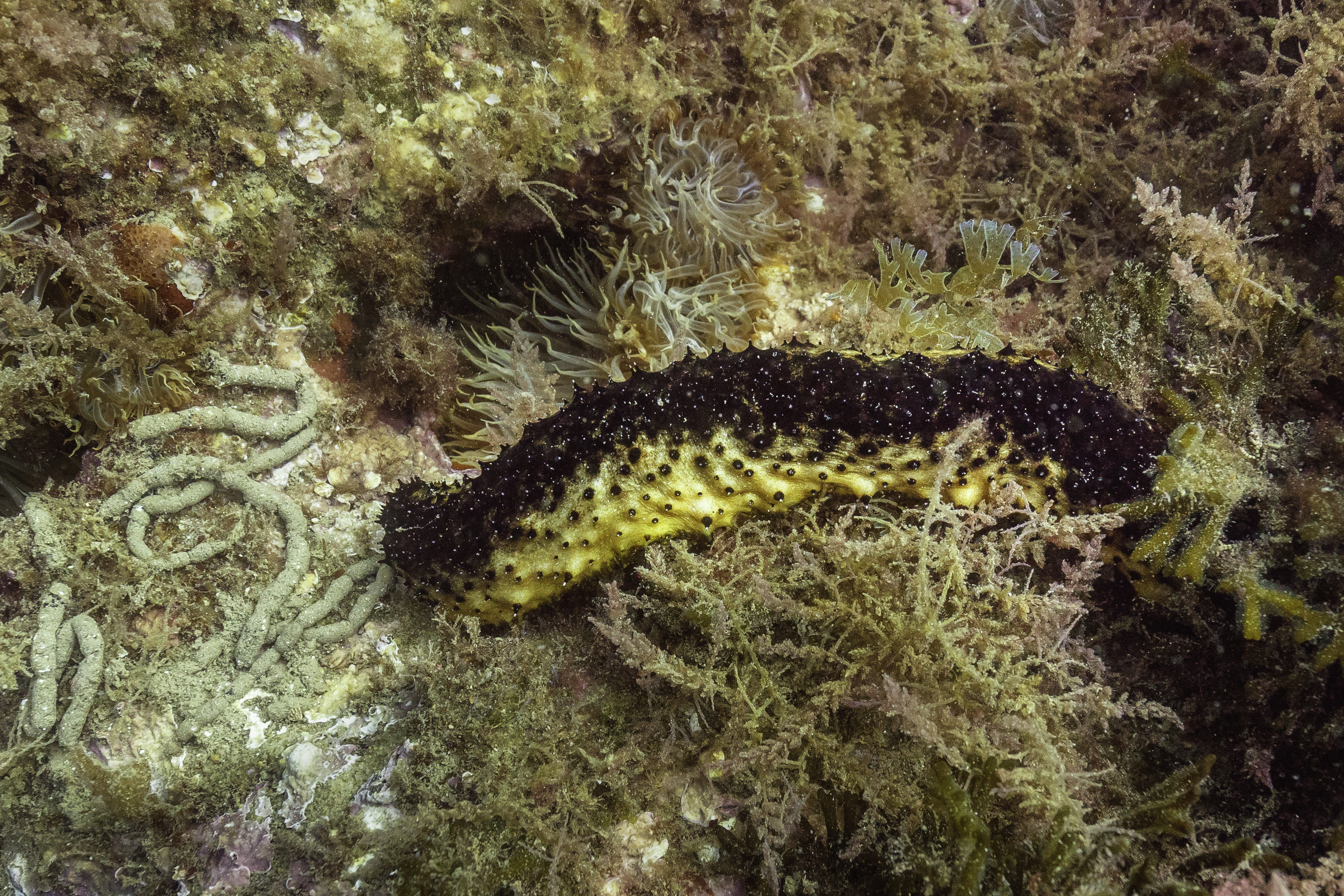
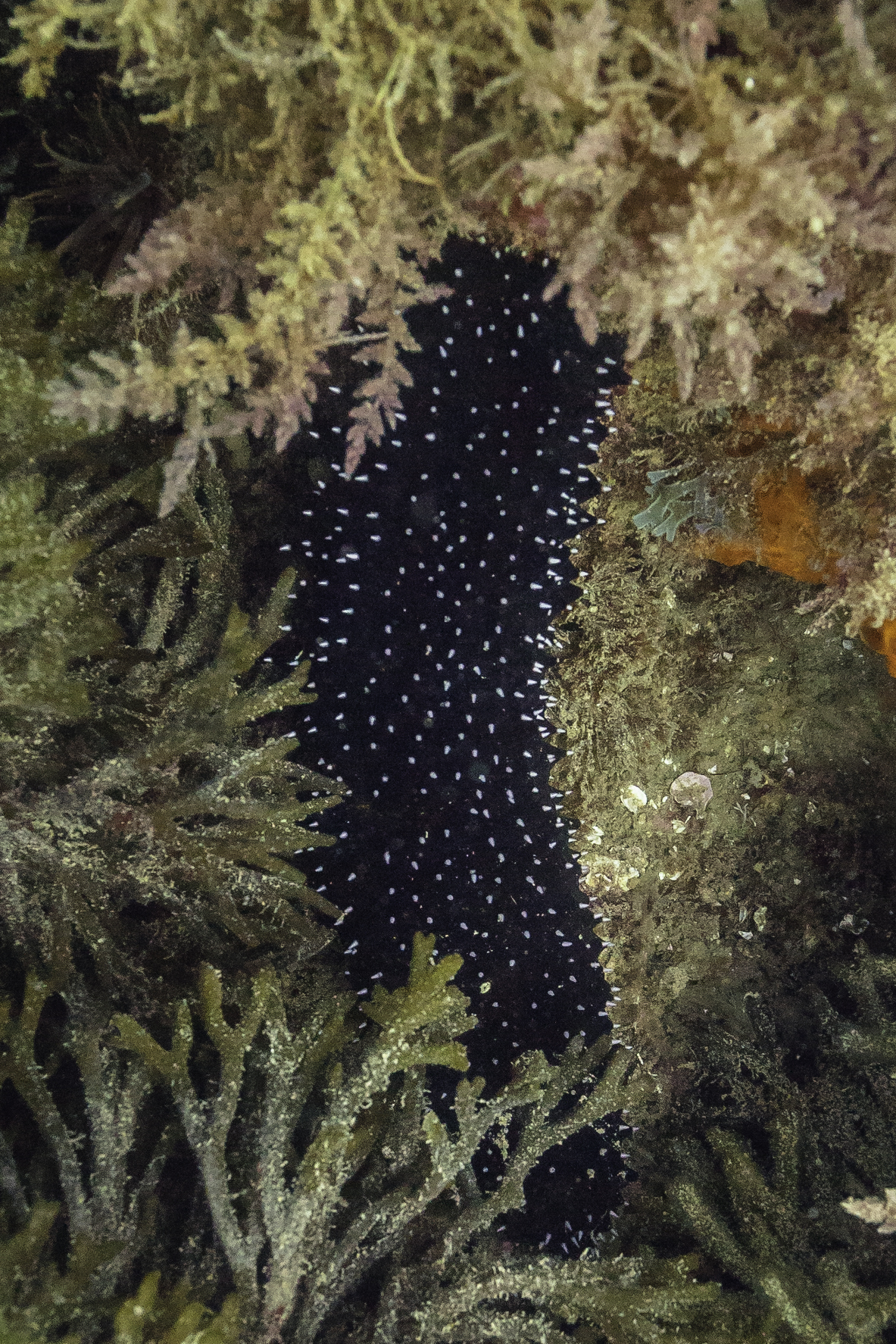
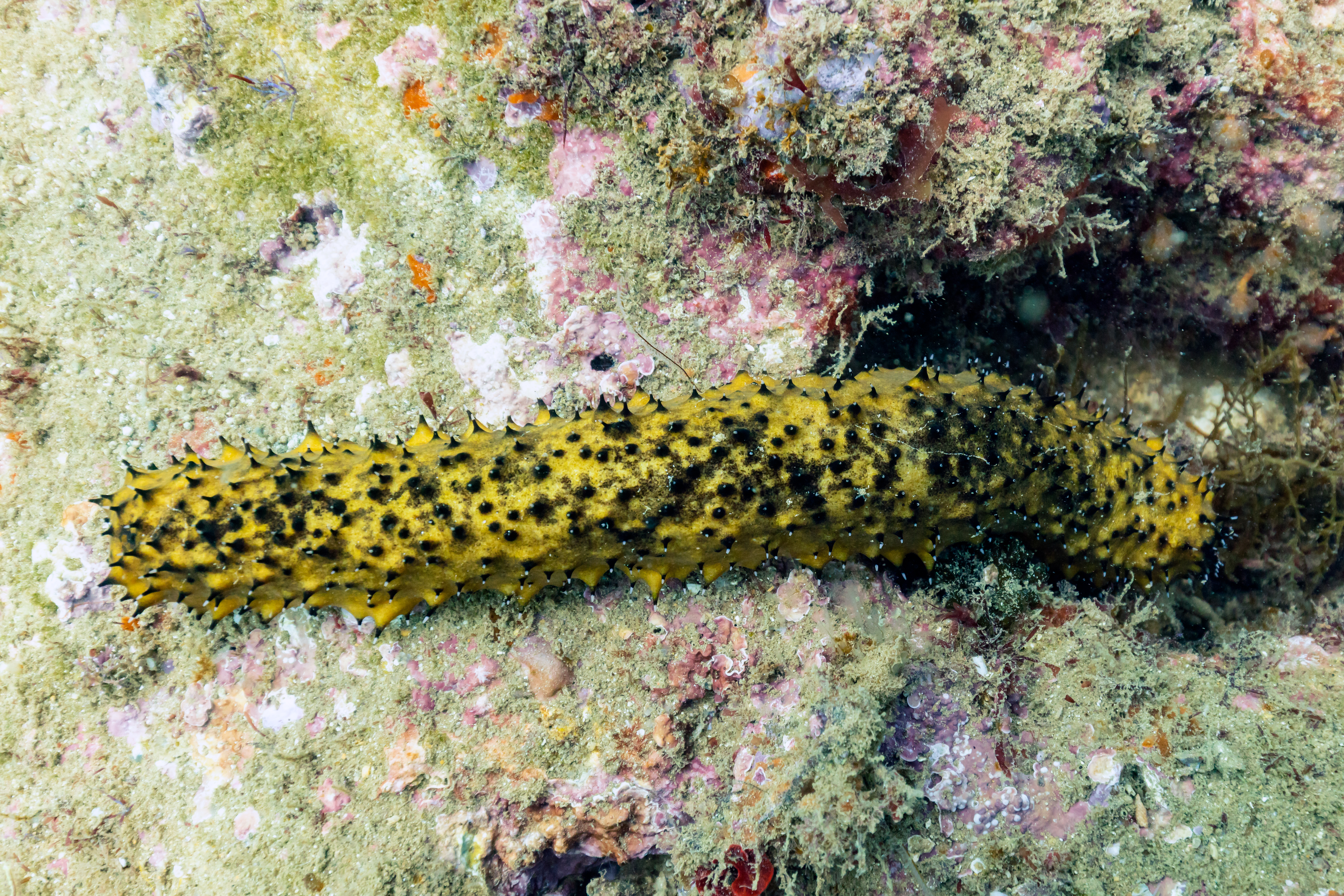
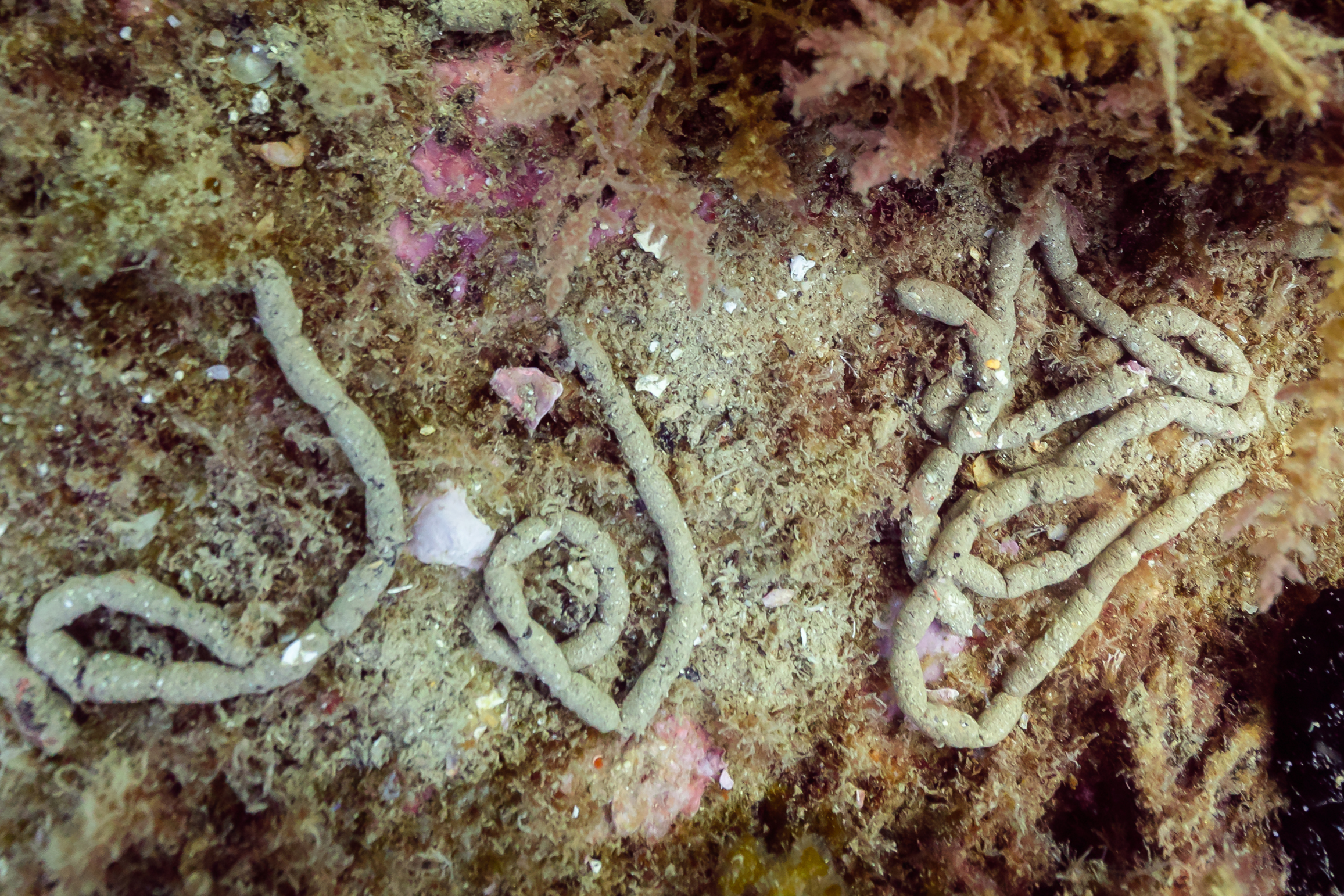